# Episodi de La nuova squadra (prima stagione)
La prima stagione della serie televisiva La nuova squadra è andata in onda in prima visione assoluta su Rai 3 dal 12 marzo al 5 novembre 2008.
| nº | Titolo                            | Prima TV Italia   |
| -- | --------------------------------- | ----------------- |
| 1  | Ciro De Rosa era un eroe          | 12 marzo 2008     |
| 2  | Un centimetro alla volta          | 12 marzo 2008     |
| 3  | Con i miei informatori            | 19 marzo 2008     |
| 4  | C'è sempre un altro modo          | 19 marzo 2008     |
| 5  | Quanto costa un bambino           | 26 marzo 2008     |
| 6  | La pistola di mio padre           | 26 marzo 2008     |
| 7  | L'uomo in scatola                 | 2 aprile 2008     |
| 8  | Fermare una guerra                | 2 aprile 2008     |
| 9  | Fallo per Sergio                  | 9 aprile 2008     |
| 10 | Stavolta è personale              | 9 aprile 2008     |
| 11 | Chi sbaglia paga                  | 16 aprile 2008    |
| 12 | È la paura che ci tiene insieme   | 16 aprile 2008    |
| 13 | Sapere sempre tutto               | 23 aprile 2008    |
| 14 | Meccanismo perfetto               | 23 aprile 2008    |
| 15 | Fidati che questa cosa la risolvo | 30 aprile 2008    |
| 16 | A mali estremi... estremi rimedi  | 30 aprile 2008    |
| 17 | Incastriamo Profeta               | 14 maggio 2008    |
| 18 | Cavallo di Troia                  | 14 maggio 2008    |
| 19 | Non vedo, non sento, non parlo... | 21 maggio 2008    |
| 20 | Ne è valsa la pena?               | 21 maggio 2008    |
| 21 | Panni sporchi                     | 28 maggio 2008    |
| 22 | Perdere la testa                  | 28 maggio 2008    |
| 23 | Dimmi che non è morto             | 27 agosto 2008    |
| 24 | È uno del gruppo                  | 27 agosto 2008    |
| 25 | Mettere toppe                     | 3 settembre 2008  |
| 26 | Fa troppo male                    | 3 settembre 2008  |
| 27 | Tutto suo padre                   | 10 settembre 2008 |
| 28 | Non ti lascio da solo             | 10 settembre 2008 |
| 29 | Ogni omicidio ha un costo         | 17 settembre 2008 |
| 30 | Una giornata pesante              | 17 settembre 2008 |
| 31 | Una specie di lotteria            | 24 settembre 2008 |
| 32 | È questa la verità                | 24 settembre 2008 |
| 33 | Soggetti di fiducia               | 1º ottobre 2008   |
| 34 | Non può andare sempre male        | 1º ottobre 2008   |
| 35 | Voglio Marfella                   | 8 ottobre 2008    |
| 36 | Una cosa tra noi due              | 8 ottobre 2008    |
| 37 | Siamo una squadra                 | 15 ottobre 2008   |
| 38 | Tradire Vitale                    | 15 ottobre 2008   |
| 39 | I tuoi rimorsi                    | 22 ottobre 2008   |
| 40 | Incastrare un poliziotto          | 22 ottobre 2008   |
| 41 | Ho sparato a un uomo              | 29 ottobre 2008   |
| 42 | Un motivo si trova                | 29 ottobre 2008   |
| 43 | Sotto ricatto                     | 5 novembre 2008   |
| 44 | Il buon nome di Ciro De Rosa      | 5 novembre 2008   |

## Altre informazioni
Complessivamente, gli episodi della prima stagione de La nuova squadra sono 44, divisi dalla pausa estiva in due gruppi da 22. Tra i due gruppi non ci sono differenze radicali: il cast artistico e tecnico rimane invariato. Tuttavia viene cambiata la sigla: la musica diventa meno forte (ma l'autore è sempre Lino Cannavacciuolo) e vengono visualizzati i nomi degli interpreti e dei personaggi, che prima non c'erano. Inoltre, la durata di un episodio si allunga da 50 minuti circa a 55-60 minuti circa.
Gli episodi del primo gruppo sono stati trasmessi in prima visione TV dal 12 marzo 2008 al 28 maggio 2008; gli episodi del secondo gruppo sono stati trasmessi in prima visione TV dal 27 agosto 2008 al 5 novembre 2008.
Per entrambi i gruppi la collocazione abituale è stata la prima serata del mercoledì su Rai 3, in cui venivano trasmessi due episodi alla volta.